# 澳滨蟹属
澳滨蟹属（学名：Australocarcinus）为宽甲蟹科的一个属。本属由Davie于1988年建立，模式种临河澳滨蟹Australocarcinus riparius Davie, 1988发现于墨累河(Murray River)的河岸边，底质泥沙质。
属名是澳洲（Australo）和蟹（carcinus）的组合，考虑到Carcinus此前称呼为滨蟹，因此沿用称为澳滨蟹。

## 下属物种
本属包括以下物种：
- 意外澳滨蟹 Australocarcinus insperatus Pkl Ng & Daniels, 2018[2]
- 卡纳卡澳滨蟹 Australocarcinus kanaka Davie & Guinot, 1996
- 帕劳澳滨蟹 Australocarcinus palauensis Davie & Guinot, 1996
- 临河澳滨蟹 Australocarcinus riparius Davie, 1988，模式种